# AIDAbella
Le MS AIDAbella est un navire de croisière appartenant à la compagnie allemande Aida Cruises. Il est le sister-ship de l’AIDAdiva et de l’AIDAluna.